# Oeuvre van Gerrit Willem Ovink
Deze lijst omvat het oeuvre van Gerrit Willem Ovink (1912-1984), Nederlands hoogleraar boekgeschiedenis.

### 1937-1945
- Hebben wij nog nieuwe lettertypen noodig?, in: Kerstnummer Drukkersweekblad 1937
- Legibility, atmosphere-value and forms of printing types, Dissertatie, Leiden, Sijthoff, 1938.
- Over eenige factoren in de ontwikkeling van de drukletter, in: Halcyon 8, 1941
- De drukletters van S.H. de Roos, in: Halcyon 9/10, 1942
- De drukkers op den tweesprong, in: Grafische Industrie 2, blz. 29-40, 1943
- Rétif de la Bretonne. Letterzetter, veelschrijver, pornograaf en zedenhervormer. in: Gemeensch Mededelingen Bld Bedrijfsgr. Grafische Industrie 1, 1944

### 1946-1950
- De typografie van de boekband, in: Proost Prikkels 89, 1946
- Reclamepsychologie, in: Reclamecursus, Amsterdam, VJAG, 1946
- De ontembare lettergieter. 's-Gravenhage, 1947.
- Holländische Schriftgiessereien und Schriftentwerfer, in: Schweitzer Grafische Mitteilungen 66, 1947
- De schoonheid van het drukkersvak, in Kerstnummer Drukkersweekblad 1947
- Nederlandsche drukletters uit de XXe eeuw, in: De Gulden Passer, 26, 1948
- Sjoerd H. de Roos, in: Schweitzer Grafische Mitteilungen, 67, 1948
- Vijftig jaren drukkunst, in: 50 jaren boekdruk, buitengewoon nr. Drukkersweekblad  ter gelegenheid van het Gouden Jubileum van H.M.Koningin Wilhelmina, 7 augustus 1948
- Is de drukker nu werkelijk een kunstenaar ?, in: Kerstnummer Drukkersweekblad 1948
- Bij tien tekeningen van S.H. de Roos, in: Schweitzer Grafische Mitteilungen 69, 1949
- Interview mit Sjoerd H. de Roos, in: Schweitzer Grafische Mitteilungen, 69, 1950
- Rétif de la Bretonne. Letterzetter, veelschrijver, pornograaf en zedenhervormer, herdruk, [Amsterdam, etc.], 1950.
  - deel 68, in de serie "Het model voor den uitgever" van Papiergroothandel Corvey.
- Verhoging van de productiviteit in het drukkersbedrijf. Amsterdam, 1950.
- De letters van S.H. de Roos. [Amsterdam, ca. 1950].

### 1951-1960
- Honderd jaren lettergieterij in Amsterdam. Amsterdam, [1951].
- Holland in: The art of the book...1939-50, Met: F. Mayer en N. van Roessel Douwes, Studio, London/New York, 1951
- De gevoelswaarde van Lettertypen, in: F. Roelfs, Psychologie der reclame, Amsterdam, Becht, 2, 1952
- Schriftschhaffen in der Nederlanden, in: Impprimatur, 11, 3, 1952
- Het geheim der Amerikaanse productiviteit, Intergrafia, Amsterdam, 1953
- After all, what does "functional typography" mean?, in: Notes on printing & graphic arts, 1, 1953
  - Herdruk met postcript in: Fine Print 5 (1975)
- Questions autour de la typographie contem. Paris, Collège Techn. Estienne, 1954.
- Schoonheid - toeleg of toegift?. Amsterdam, 1956, Noord-Hollandsche U.M., (inaugurele rede).
  - Typografie: Dick Dooijes, gedrukt op de proefdrukkerij van N.V. Lettergieterij Amsterdam, gebruikte letter: De Roos Romein, Cursief, Halfvet, Open Inititalen van S.H. de Roos
- Back to humanism in type design, in: Penrose Annual 50, 1956
- Dutch chocolate letters, in: Typographica nr. 15, 1958.
  - Herdruk in: Delta, the Cambridge Literary Quarterly, autumn 1959
- De reproductie van tekst in diepdruk, in: IGT-Nieuws, 11, 1958
  - Herdruk als: Schrift im Tiefdruck, in: Ruco Mitteilungen, 9, 1958
- S.H. de Roos en J. van Krimpen, in: Het Boek, 33, 1958
- Het bibliophielenboek vandaag, in: Amor liberum (Feestschrift-Horodisch), Amsterdam, Erasmus, 1958
- De opmaak van periodieken, in: Over het samenstellen en het gebruik van vaktijdschriften, s-Gravenhage, NOTU, 1958
- Het aanzien van een eeuw, De periode 1859-1956 weerspiegeld in 950 illustraties uit de voornaamste Nederlandsche familiebladen, Haarlem, Spaarnestad, 1958
- Von Gutenbergbibel bis Readers' digest. [Mainz], 1958.
- Familiebladen als zedenvormers. Een voordracht. 's-Gravenhage, 1959.
- Het tijdschrift en zijn illustratie, bijdrage aan het gelijknamige symposium van de Sectie Tijdschriftjournalisten van de FNJ. Amsterdam, FNJ, 1959
- Adverteerder en journalist vechten om de beste plaats, in: Embargo. Jubileumuitgave 75jaar Nederlandsche Journalistenkring, Amsterdam, NJK, 1959
- Vijftig jaar grafische vormgeving, in: Gouden jubileum nr. Drukkersweekblad 47, 1959, 44
- De industrie van het boek, in: Proost Prikkels 233, 1959
- Fitting design into hard business, London, Wynkyn de Worde Society, 1959

### 1961-1965
- Trents in European design, in: Print 15, 1961
- Het ontstaan van een hedendaags boek, in: W.Gs. Hellinga, Kopij en druk in de Nederlanden, Amsterdam, Fed. Werkgeversorg. Boekdrukkersbedr./VNCI/Noord-Holl, U.M. Engelse editie: Copy and print in the Netherlands, ibid.
- Na het heengaan van S.H. de Roos, in: Intergrafia 12, 1962
- Die heutige Lage in der niederlãndischen Buchkunst, in: Bõrsenblatt f.d. deutschen Buchhandel, 18, 1962
- Edward Johnston en zijn invloed op hedendaagse lettervormen, in: Het Boek, 35, 1962
- Iets over de ontwikkeling van de Offsetdruk, in: Gecachten onder het werk, Uitgeverij de Toorts, Haarlem, bij het 25-jarig bestaan van het bedrijf.[1]
- 150 jaar Nederlandse Drukkunst, in: Drukkersweekblad 45, 6 nov. 1963
- Changes in the function of the image and in illustrative style, and the consequences thereof for contempory biblical inllustration, in: Bulletin of the United Bible Societies 55, 1963
- Design in the Common Market, in: Design, nr. 175, 1963
- Layout, druk en reproductie, in: W.H. van Baarle en C.W. Zeylstra, Reclame , princypes en praktijk, Leiden, Stenfert Kroese
  - Herziene en uitgebreide bijdrage aan: Van Baarle en Hollander, Reclamekunde, ibid. 1964
  - Herziene en uitgebreide bijdrage aan: Van Baarle,  Reclamekunde en reclameleer, ibid. 1956
- The new concept of art in industrial desgn, in: Proceedings of the 5th Intern Congress of Aesthetics, Amsterdam, 1964
- Dutch standard alphabets NEN 3225, in: Alphabet, London 1964
- Hollandsk bogkunst gennom tredive ar, in: Bogvennen, 1964
- Het einde van de drukwerklezende mens?, N.a.v. Marchall Mc Luhan, The Gutenberg Galaxy in: Het boek 36, 1964
- Geven wat het publiek vraagt. Eindhoven, Akad. v. Industriële Vormgeving, 1965.
- Anderhalve eeuw boektypografie in Nederland, in: Anderhalve eeuw boektypografie in Nederland 1815-1965, Jubileum uitgave 150-j bestaan Drukkerij G.J.Thieme, Nijmegen, Thieme / Amsterdam, J.M. Melenhoff, 1965
  - engelse vertaling in: Book typography 1815-1965, London, Benn, (K. Day editor)
  - Duitse vertaling in: Internationale Buchkunst im 19. und 20 Jrh, Ravensburg, Otto Maier, 1969 (Hrsg. G.K. Schauer)

### 1966-1970
- Over de betekenis van goede vormgeving voor het overheidsdrukwerk, Amsterdam, Staatsdrukkerij, 1966
- Hoe krijgen wij de buitenwacht in ons nieuw gareel?, in: Congresverslag `Mechanisering en automatisering in het grafisch bedrijf' , Amsterdam, VJAG, 1967
- Stanley Morison overleden, in: Intergrafia 17, 1967
- Decisive type models of the 20th century, in: Visual Arts Bullitin 9, 1968
- How does one become a typophyle?, in: Paul A. Bennett 1897-1966. a memorial keepsake. New York, The Typophiles, 1968
- The link between Garamont en Van Dijck, in: Penrose Annual 62, 1969
- Les changements dans la mentalité des lecteurs et leurs influences sur lla typographie,  in: Le signe au siécle de l'image. Paris, 1969
- Fashoin in type design, in: Journal of typographic research 3, 1969
- Sem Harz als figuur in de grafische wereld, in: S.L. Harz als figuur in de grafische wereld, 's-Gravenhage, Rijksmuseum Meermanno-Westreeniannum, 1969
- Künftige Gestaltungsgrundlagen und Qualitätsmassstäbe in der Typographie, in: G.W.Ovink u.A. Von den Möglichkeiten und Notwendigkeiten künftiger Buchgestaltung, Hamburg, 1970
  - ook vertaald  als: Formgivningsprinciper och kwalitetsnormer för den framtida typografin, in: Biblis, 1971

### 1971-1980
- Nineteenth-century reactions against the didonne type model, in: Quaerendo 1-2 , 1971, 2
- The changing responsibilities of the typographic designer, in: Visible Language 6, 1971, 2
- Richard von Sichowsky, Bemerkungen zu seinem Werk, in: Imprimatur NF 7 , 1972
- Die Gesinnung des Typographen. Laudatio, anläßlich der Verleihung des Gutenberg-Preises 1971 der Stadt Mainz am 21. Juni 1971 an Henri Friedlaender. Mainz, 1973.
- Two books on Stanley Morrison, (book review) in: Quaerendo 3, 1974
- A la mémoire de l'éditeur A.A.M. Stols (1900-1973) in: Septentrion 3, 1974, 3
- De geschiedenis van de kleurenreproductie, in: H.R. Hoetink e.a., Reprospctief, Amsterdam, Vermeer stichting/Kon. Ned. Verb. v. Drukkerijen, 1976
- De betekenis van het Museum Plantin-Moretus voor de drukkunst, in: Het museum Plantin-Moretus honderd jaar, Antwerpen, 1976
- Psychologie de la typographie, in: J. Dreyfur et F. Richaudeau (dir), La chose imprimée, Paris, Retz. 1977
- Grafische technieken, in: Th.P. Loosjes e.a. Bibliotheek en Documentatie. Handboek ten dienste  van de opleidingen, Deventer, Van Lochum Slaterus, 1977, 2, 2e druk: 1979
- Jan Tschichold 1902-1974. Verzuch zu einer Bilanz seines Schaffens, in: Quaerendo 8, 1978
- Traditie en vernieuwing. Integrale weergave van de gesproken voordracht van prof. dr. G.W. Ovink voor het gezelschap Nonpareil op 2 augustus 1978 te Amsterdam. Amsterdam, 1978.
- Kastanjes uit het vuur. Inventie en innovatie in de grafische technieken. [Utrecht, 1979].
- De negentiende eeuw, in: Boeken in Nederland. 500 jaar schrijven, drukken en uitgeven, jaaruitgave Grafisch Nederland 1979, Amsterdam
- Kastanjes uit het vuur. Inventie en innovatie in de grafische technieken, Utrecht, Van Boekhoven/Bosch, 1979
- From Fournier to metric, and from lead to film, in: Quaeendo 9, 1979, 3
- On wooden handpresses. Review of F.A. Janssen, Over houten handpersen, in: Quaerendo 10, 1980, 2
- Revivals of fifteenth-century typefaces. an annotated inventory, in: Hellinga. Festschrift/Festbudel/Méanges, Amsterdam, N. Isreal, 1980
- Grandeurs and miseries of the puchcutters craft, review of P/H. Rädisch, A tot Z, in: Quaerendo 10, 1980

### 1981 en later
- The influence of Jan Tschichold, in: Typos 2, 1981,
- Stanley Morison and D.B. Updike, selcted correspondence, (book review), in: Quaerendo 11, 1981, 2
- Art Nouveau in Belgium, (book review), in: Quaerendo 11, 1981, 3
- Inzake het IGT, in: Compres 7, 1982, 18
- Festrede zum 85. Gebrutstag van Prof. George Trump, 10 juli 1981, met Laudation door Kurt Weidemann, München, Typografische Gesellschaft, 1982
- De hachelijkheid van toekomstspeculaties over het gedrukte woord. Amsterdam/Utrecht, (afscheidsrede). Amsterdam, Gezelschap Nonpareil, 1983
- Dutch chocolate letters. Amsterdam, 1998.